# Кфір (літак)
Кфір (івр. כפיר, «левчук») — ізраїльський багатоцільовий винищувач розробки Israel Aircraft Industries (IAI), створений на основі французького літака Dassault Mirage III.

## Історія
IAI Кфір відомий як приклад розробки літака, в конструкцію якого входять модернізований планер добре відомого бойового літака (Міраж III і 5) та модернізована/ново створена система озброєння . Проект «Кфір» з'явився, коли ВПС Ізраїлю зіткнулися з нестачею запчастин для Dassault Mirage III, а на розробку адаптованого до спеціальних вимог ВПС Ізраїлю варіанта Dassault Mirage III було накладено ембарго.
Всепогодний винищувач із трикутним крилом «Mirage IIICJ» був першим надзвуковим винищувачем, придбаним Ізраїлем і став основою ВПС у 1960 році разом з A-4 Skyhawk та F-4 Phantom II. «Mirage IIICJ» був найбільш ефективним як винищувач завоювання переваги в повітрі, але невелика дальність польоту не дозволяла його використовувати для ударів по наземних цілях.
У середині 1960 років на замовлення Ізраїлю Dassault Aviation розпочала розробку Mirage 5, денного винищувача-бомбардувальника на базі Mirage III. За вимогами Ізраїлю частина нового устаткування було прибрано і збільшено ємність паливних баків і рахунок цього знизилася вартість літака. У 1968 році фірма Dassault побудувала 50 Mirage 5J, сплачених Ізраїлем, але літаки не були поставлені Ізраїлю через ембарго на постачання зброї, накладеного урядом Франції в 1967 році. В Ізраїлі після 1969 року були збудовані неліцензійні копії Mirage 5 - літаки IAI Nesher (Гріф) (61 шт).

## Розробка

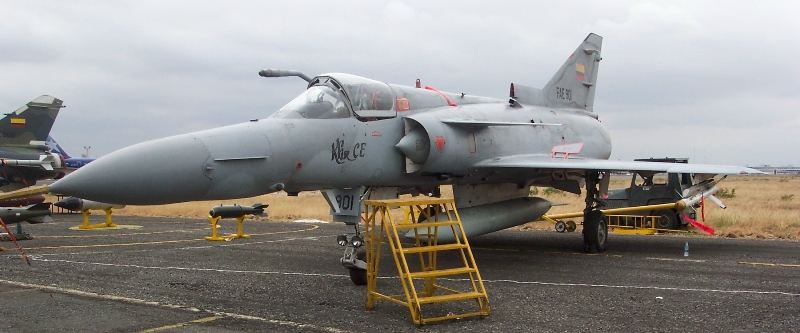
Kfir CE (C.10) ВПС Еквадору пофарбований за сірою схемою зниження помітності в повітряному бою. Над кабіною видна штанга паливоприймача за системою «шланг-конус» для дозаправки в повітрі. Добре видно подовжений носовий обтічник.

Проектування літака почалося із секретної операції Моссаду. Завербувавши Альфреда Фрауенкнехта, інженера швейцарської компанії, який мав доступ до технічної документації французького винищувача Mirage III, агенти «Моссад» отримали в свої руки повний комплект документації та вивезли її до Ізраїлю, де вона була використана IAI для розробки «Кфіра»
Першим завданням IAI став пошук двигуна на заміну французькому Atar 09. Було два варіанти - General Electric J79 та Rolls-Royce Spey. J79 був обраний тому, що він використовувався на закуплених в 1969 році Ізраїлем американських винищувачах McDonnell Douglas F-4 Phantom II разом із ліцензією на виробництво J79 в Ізраїлі. J79 створював безфорсажну тягу 49 кН і форсажну 83.4 кН і був потужнішим, ніж Atar 09.
Для розміщення нового двигуна фюзеляж Mirage III був укорочений і потовщений, повітрозабірники збільшені, у місці сполучення кіля та фюзеляжу було встановлено помітний третій маленький повітрозабірник для охолодження форсажної камери. Двигун отримав титановий теплозахисний екран. Двомісний Mirage IIIBJ із вписаним у його конструкцію двигуном здійснив перший політ у вересні 1970 року, за ним пішов модернізований Нешер (Орел) з двигуном J79, який злетів у вересні 1971 року. Поліпшений прототип під назвою Раам (Гром) вийшов на випробування в червні 1973 року. У нього була повністю переобладнана кабіна, поставлено міцніше шасі і велику кількість авіоніки, випущеної в самому Ізраїлі. Також було додано штангу ПВД на носовому обтічнику. Внутрішні паливні баки були збільшені та їх ємність доведена до 713 галонів (3241 літр).

## Оператори
- Ізраїль
- Колумбія
- Шрі-Ланка
- США
- Еквадор